# Дубов Сергій Леонідович
Дубов Сергій Леонідович (рос. Дубов Сергей Леонидович; 4 лютого 1943 року, Москва, СРСР — 1 лютого 1994 року, Москва, Росія) — журналіст, видавець, підприємець, меценат. Визначений британською газетою Індепендент як блискучий бізнесмен.

## Біографія
Дубов закінчив редакційно-видавничий факультет Московського поліграфічного інституту у 1971 році (зараз Московський державний університет друку імені Івана Федорова), за спеціальністю журналістика (редагування масової літератури).

## Вбивство
Сергій Леонідович Дубов був застрелений 1 лютого 1994 року. Розслідування вбивства було взяте під контроль Президентом Російської Федерації та Міністром внутрішніх справ РФ, проте залишилося так і нерозкритим.
Один із можливих мотивів вбивства пов'язують з фінансовою заборгованістю Дубова. Інша версія, котора була надрукована у російській газеті Сегодня (7 липня 1994), вказувала, що вбивство Дубова, було одним із перших у серії вбивств в боротьбі за контроль над «досі не приватизованих, видавничу та поліграфічну галузі».